# Storebro kyrka
Storebro kyrka är en kyrkobyggnad som tillhör Vimmerby församling i Linköpings stift. Kyrkan ligger i bruksorten Storebro söder om Vimmerby.

## Kyrkobyggnaden
Träkyrkan är tillverkad av Oresjö Sektionshus efter ritningar av arkitekterna Hansson & Persson i Göteborg. Den är en så kallad vandringskyrka med formen av en treskeppig basilika.
Kyrkan sattes på plats 24 mars 1969 och var då helt färdigställd och färdigmålad. Församlingshemmet tillkom en vecka senare, även det färdigmonterat. En fristående klockstapel tillverkades av Fribärande Träkonstruktioner i Töreboda. Stapeln försågs med två klockor från Bergholtz klockgjuteri, Sigtuna.
3 maj 1969 invigdes kyrkan av biskop Ragnar Askmark.
1976 genomgick församlingshemmet en om- och tillbyggnad. 1990 renoverades kyrkan invändigt då golvets heltäckningsmatta togs bort och ersattes av eklamell. 1991 utfördes en yttre renovering av kyrka, klockstapel och församlingshem, då de mörkgröna fasaderna målades röda.

## Inventarier
- Nuvarande altare i ek är utformat av Sten Öberg och tillkom vid renoveringen 1990.
- Guldsmeden Sven Albrechtsson i Lund har tillverkat nattvardssilvret.
- Storebro kyrkliga syförening har skänkt merparten av kyrkans textilier i de liturgiska färgerna.
- Rektor Axel Nilsson har snidat krucifixet och takkronorna.

### Orgel
- Orgeln med fem stämmor är tillverkad 1960 av Magnussons Orgelbyggeri i Göteborg. Orgeln är mekanisk.

| Manual            | Pedal      | Koppel  |
| Gedackt 8’        | Subbas 16’ | Man/Ped |
| Rörflöjt 4’       |            |         |
| Principal 2’      |            |         |
| Nasat 1 1⁄3’      |            |         |
| Cymbel 2 ch       |            |         |
| Crescendosvällare |            |         |